# Tanyptera (Mesodictenidia) antica
Tanyptera (Mesodictenidia) antica is een tweevleugelige uit de familie langpootmuggen (Tipulidae). De soort komt voor in het Palearctisch gebied.